# Bulgarian Juniors 2009
Das Bulgarian Juniors 2009 als bedeutendstes internationales Nachwuchsturnier von Bulgarien im Badminton fand vom 28. bis zum 30. August 2009 in der Sport Hall Vasil Levsky in Pasardschik statt.

## Sieger und Platzierte
| Disziplin    | Gold                          | Silber                      | Bronze                                |
| ------------ | ----------------------------- | --------------------------- | ------------------------------------- |
| Herreneinzel | Andrew Gilliland              | Emre Lale                   | Tolga Özsoy                           |
| Herreneinzel | Andrew Gilliland              | Emre Lale                   | Ramazan Öztürk                        |
| Dameneinzel  | Neslihan Kılıç                | Neslihan Yiğit              | Stefani Stoeva                        |
| Dameneinzel  | Neslihan Kılıç                | Neslihan Yiğit              | Busenur Korkmaz                       |
| Herrendoppel | Ramazan Öztürk Emre Vural     | Emre Lale Yasin Özkan       | Ivo Mollov Gergin Nedyalkov           |
| Herrendoppel | Ramazan Öztürk Emre Vural     | Emre Lale Yasin Özkan       | Andrew Gilliland Danny Leinster       |
| Damendoppel  | Neslihan Kılıç Neslihan Yiğit | Busenur Korkmaz Özge Toyran | Lubomira Stoynova Viktoria Tsvetanova |
| Damendoppel  | Neslihan Kılıç Neslihan Yiğit | Busenur Korkmaz Özge Toyran | Stefani Giudjenova Victoria Zheleva   |
| Mixed        | Ramazan Öztürk Özge Toyran    | Emre Lale Neslihan Kılıç    | Yasin Özkan Simge Demir               |
| Mixed        | Ramazan Öztürk Özge Toyran    | Emre Lale Neslihan Kılıç    | Ivo Mollov Victoria Zheleva           |